# 布里謝
50°50′55″N 25°14′1″E / 50.84861°N 25.23361°E
布里謝（烏克蘭語：Брище）是位於烏克蘭西北部沃倫州盧茨克區的村莊，始建於1964年，面積0.73平方公里，海拔高度204米，2024年人口380，人口密度每平方公里504.83人。